# پتروفسکی بورکی
پتروفسکی بورکی (انگلیسی: Petrovsky Borki)یک منطقه حفاظت‌شده در بخش والویسکی در استان بلگورود کشور روسیه است.